# Juan Cabanilles
Juan Cabanilles (Algemesí, 6 de setembro de 1644 – Valência, 29 de abril de 1712) foi um organista espanhol e compositor do período Barroco. É tido como o último compositor da tradição de uma escola de música ibérica para tecla que começou em Antonio de Cabezón e António Carreira, o Velho. É com a música para tecla de Cabanilles que se assiste à transição do Tento, género tipicamente ibérico, para a Sonata de tradição italiana, género que se internacionalizou entre o séc. XVII e o séc. XVIII.

## Trabalhos
Muitas das composições de Cabanilles são virtuosísticas e avançadas para a época, mas geralmente ele segue a tradição espanhola de música para teclado seguindo os padrões do século XVI. A maioria de seus manuscritos são mantidos na Biblioteca de Catalunya em Barcelona. Numerosas composições para órgão (tientos, toccatas, passacaglias, e outras obras) sobreviveram, bem como um número de trabalhos para coros de até 13 partes.

## Manuscritos Musicais
- Barcelona E-Bc Sra. 729 [antiga cota 890] 199 fólios e 432 páginas respectivamente. Possui 152 obras. São 14 obras de Pablo Bruna. Estas são as principais fontes, junto com El Escorial LP 30 de composições de Pablo Bruna.
- Barcelona E-Bc Sra. 751.21 [antigo 889]: Possui 39 peças. Possui 5 composições de Pablo Bruna e uma de Jusepe Ximénez.
- Barcelona E-Bc Sra. 386 [antiga cota 887], [Disponível on-line] 360 páginas; o manuscrito, datado de 1722, contém 98 composições de Cabanilles, a cópia feita por um admirador fervoroso.
- Barcelona E-Bc Sra. 387 [antiga cota 888] 424 fólios; datando de 1694-7, o manuscrito consiste em 500 inteiramente de Cabanilles. Possui 11 versos de Jusepe Ximénez.
- Barcelona E-Bc Sra. 1328: Tiento de todas manos de J. Cabanilles; Tonada de 5º Tono: Tiento Lheno de J. Cabanilles.
- Barcelona E-Bc Sra. 450: Possui 20 obras. Uma obra de Aguilera de Heredia. Possui 4 obras de J. Cabanilles.
- Barcelona E-Bc Sra. 1011: Possui 330 obras. 3 obras de fray Pablo Nassarre. Tiento de Clarines de 7º Tono de J. Cabanilles.
- Archivo de la Catedral de Astorga (vide: Alvarez; 1970) Ms. com 55 peças: Francisco Andreu, Cabanilles, Juan Saló, Rafael Llistosellas, Fray Rafael Crest, Isidro Serrada, Nassarre, Pablo Rouxa, Sebastián Viladrosa, Francisco Llusá, J. Elias.
- Biblioteca privada de musgo. Cosme Bauzá, de Felanitx (Maiorca) Sra. Núm. 2 com 2 versos de Pablo Bruna.
- Monserrat, Arquivo musical, Sra. 76: Tiento 6º tono partido de mano derecha.

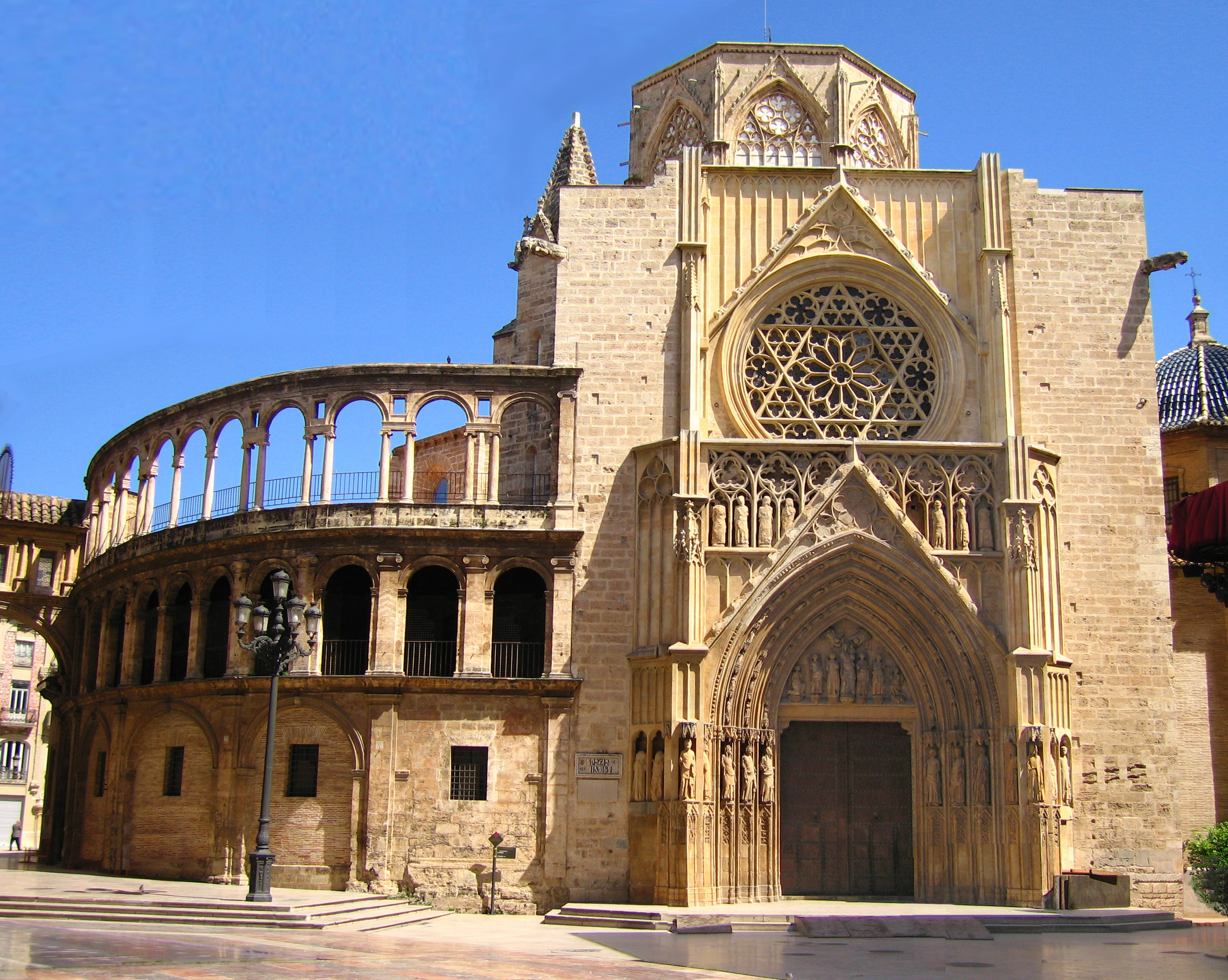
Catedral de Valencia, Espanha, aonde Juan Cabanilles trabalhou. Vista do Portal dos Apóstolos.

## Partituras (selecção)
- 1 A- Musici Organici Iohannis Cabanilles, 4 vols., ed. Hyginii Anglés, Barcelona: Biblioteca de Catalunya, 1927-1956. Cabanilles Opera Omnia (1927-2008).
  - Volume 1 (1927): Tientos in various modes.
  - Volume 2 (1933): Passacalles, Paseos, several Tocatas, Xácara, misc. Pieces.
  - Volume 3 (1936): Various genres.
  - Volume 4 (1956): Various genres.
- 1 B- The following additional 5 volumes were edited by José Clíment, Barcelona: Biblioteca de Catalunya.
  - Volume 5 (1986): Tientos 71-90; Versos for Magnificat, Pange lingua.
  - Volume 6 (1989): Tientos 91-110 and miscellaneous Versos.
  - Volume 7 (1992): Tientos 111-130; Versos for the Mass, for Marian festivals and for miscellaneous occasions.
  - Volume 8 (2006): Tientos: 131-150; Duo de 1º Tom, Sacris Solemniis.
  - Volume 9 (2008): Tientos: 151-168; Versos.
- 2- Música de Tecla Valenciana. J. Bta. Cabanilles, 4 vols., ed. Julián Sagasta Galdós, Valencia: Edicions Alfons el Magnánim, 1986-1994.
- 3- CEKM, vol. 48-1: Keyboard Music from the Felanitx Manuscripts, I, ed. Nelson Lee, 1999. Nearly all of the 162 pieces are by Cabanilles.

## Exemplos Musicais
Tiento de primo tono
  Tiento de octavo tono